# لورن ۱۱۱۴
سیارک ۱۱۱۴ (به انگلیسی: 1114 Lorraine، نامگذاری:1928WA) هزار و صد و چهاردهمین سیارک کشف شده‌است که در ۱۷ نوامبر ۱۹۲۸ و در نیس کشف شد.
قدر مطلق سیارک برابر ۹٫۹۰ است.